# Stade de Gerland
Stade de Gerland (cunoscut și ca Municipal de Gerland sau Stade Gerland ; pronunție în franceză [stad.ʒɛʁ'lɑ̃]) este un stadion din Lyon, Franța. El este stadionul de casă al echipei din Ligue 1, Olympique Lyonnais. Capacitatea sa e de 40.500 de locuri.

## Campionatul Mondial de Fotbal 1998
Pe durata Campionatului Mondial de Fotbal 1998, stadionul a găzduit următoarele meciuri:
- Coreea de Sud v.  Mexic
- Japonia v.  Jamaica
- Statele Unite v.  Iran
- Franța v.  Danemarca
- România v.  Columbia

Și sfertul de finală dintre:
- Germania v.  Croația